# 拉萨布达拉宫历史建筑群
拉萨布达拉宫历史建築群是中國西藏自治區拉薩的布達拉宮及其周邊建築物的總稱，此建築群在1994年被联合国教科文组织登錄為世界文化遺產，並在2000年、2001年擴充至大昭寺与罗布林卡。

## 概要
拉薩是古代吐蕃的首都，也是西藏宗教及政治上代表達賴喇嘛的駐在地。因此，拉薩是吐蕃文化、藏傳佛教及西藏文化的中心。拉薩布達拉宮及其周邊建築的建築樣式對中國的文化存有相當的影響力。不丹、北京都有受此影響的建築物存在。

## 被登錄的建築物
- 布達拉宮 (登錄時間：1994年)
- 大昭寺   (登錄時間：2000年)
- 羅布林卡 (登錄時間：2001年)

## 登錄基準
拉萨布达拉宫历史建築群因為符合以下的標準，而被登錄為世界文化遺產：
- (i) 代表了人類創造精神的傑作。
- (iv) 突出地代表了某一類建築或技術的，並且展示了人類歷史上的某一段或幾段非常重要的時期。
- (vi)  直接或明確地同某些具有突出的、普世的價值的事件、現實的傳統、思想、信仰、文化作品或文藝作品相聯繫。